# 桂冠 (荣誉)
桂冠（英語：Laureate）典故來自月桂花環，即月桂的花葉做成的頭環，是太陽神阿波羅的頭冠，在希臘時期，是送給勝者的頭飾，象徵頭冠以示榮耀，在羅馬時代，帝王更是以桂冠作為王冕配戴，桂冠代表榮耀的傳統，深入當時社會各界，其中之一是軍隊，立下巨大戰功凱旋而歸的將士，會收到月桂花環佩戴上身以顯戰績，桂冠的典故更是廣泛流傳於文學界和科學界直至今日，中世紀的英國，才華出眾的詩人有機會贏得英王親封的頭銜：「桂冠詩人」，代表文人之最，今時「桂冠詩人」一詞衍生為對作家的無上讚美，此外諾貝爾獎也是以桂冠作為獲獎得主的頭銜：「諾貝爾桂冠」，桂冠是傑出學者和科學家的象徵，桂冠也代表著知識與智慧。

## 历史

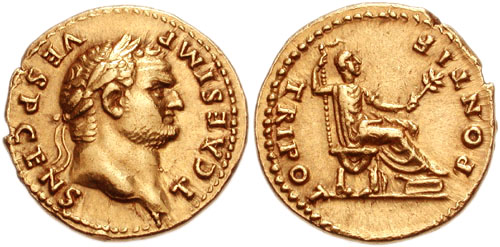
桂冠头像金币：苇斯巴芗皇帝（73年）

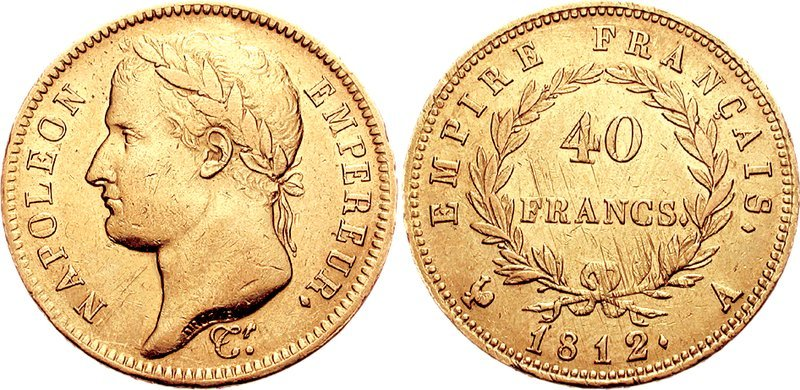
桂冠头像金币：：拿破仑一世皇帝（1812年）

在古希腊文化中，月桂（Laura nobilis）是献给主神阿波罗的神圣祭品，而它的小栉会编织成冠状或圈状作为颁赠给诗人和英雄的荣誉，这种象征也广泛流传至今。